# Lore Neugebauer
Pour les articles homonymes, voir Neugebauer.
Lore Neugebauer, née le 26 mai 1928 à Dortmund et morte le 27 juillet 1994 à Mellrichstadt, est une femme politique allemande.
Membre du Parti social-démocrate d'Allemagne, elle siège au Parlement européen de 1987 à 1989. 